# Kościół Matki Bożej Różańcowej w Bolesławcu
Kościół Matki Bożej Różańcowej w Bolesławcu – rzymskokatolicki kościół parafialny mieszczący się w Bolesławcu, przy ulicy Ceramicznej.

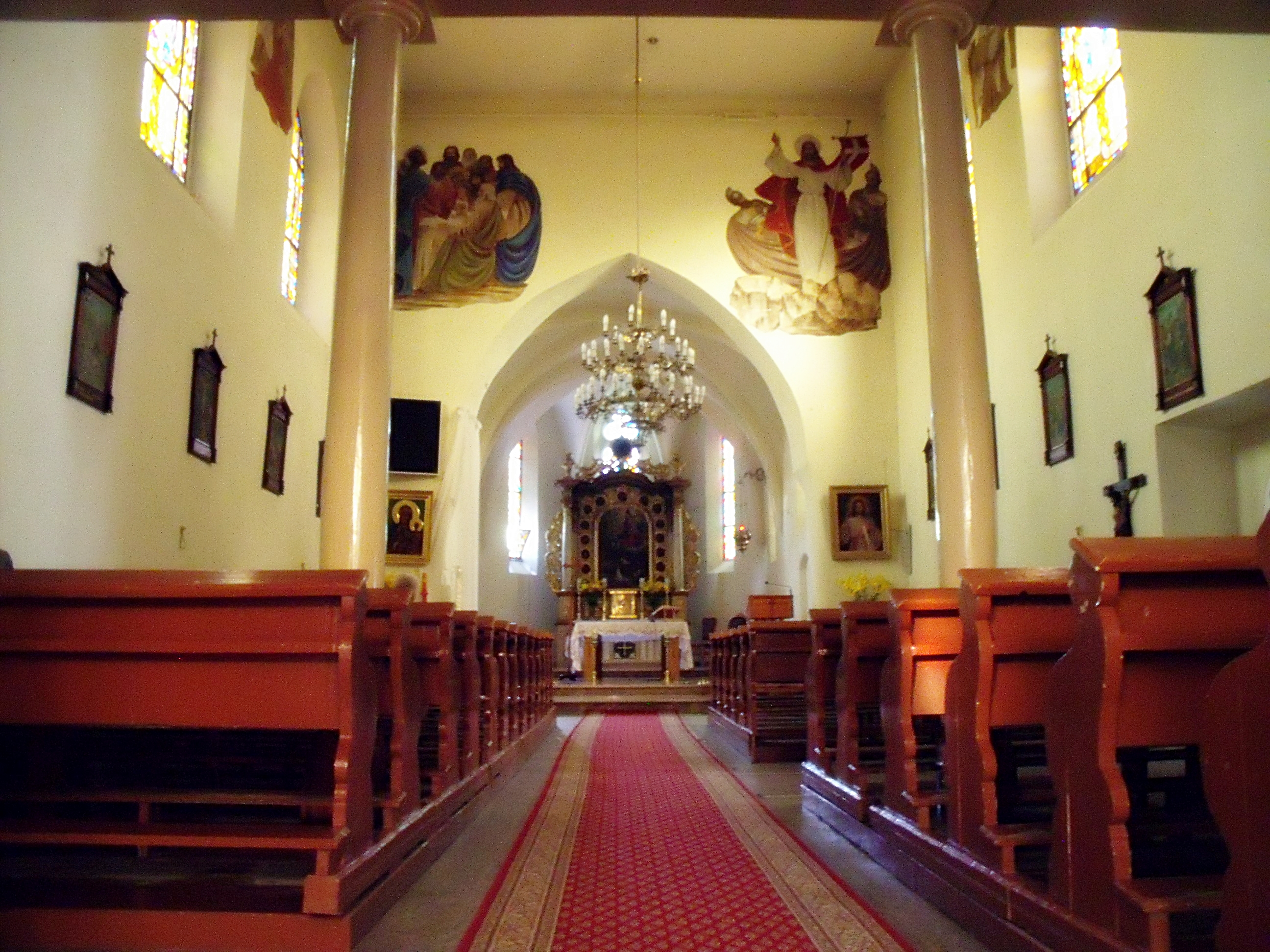
Wnętrze świątyni

Najstarsza z bolesławieckich świątyń po raz pierwszy wymieniana w dokumentach z 1270 roku. Prezbiterium pochodzi z XIII wieku, zaś odnawiana w późniejszych wiekach wieża z drugiej połowy wieku XVI. Wewnątrz barokowy ołtarz różańcowy przeniesiony tu z kościoła dominikanów w 1810 roku. W wieży dwa dzwony z lat siedemdziesiątych XX wieku, na ścianach epitafia z XVI–XVIII wieku.